# Ґлувка (Ґолдапський повіт)
Ґлувка (пол. Główka, нім. Glowken) — село в Польщі, у гміні Ґолдап Ґолдапського повіту Вармінсько-Мазурського воєводства.
Населення — 104 особи (2011).

## Історія
У 1975—1998 роках село належало до Сувальського воєводства.

## Демографія
Демографічна структура станом на 31 березня 2011 року:
|          | Загалом | Допрацездатний вік | Працездатний вік | Постпрацездатний вік |
| -------- | ------- | ------------------ | ---------------- | -------------------- |
| Чоловіки | 49      | 13                 | 32               | 4                    |
| Жінки    | 55      | 17                 | 26               | 12                   |
| Разом    | 104     | 30                 | 58               | 16                   |